# Pall Mall (Londra)

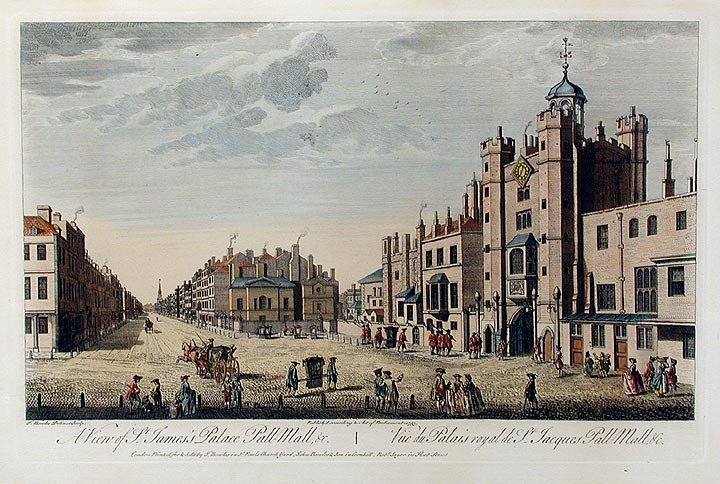
A View of St James's Palace, Pall Mall etc di Thomas Bowles, pubblicata nel 1763. La vista è rivolta a est. L'ingresso di St. James's Palace è sulla destra.

Pall Mall [pæl mæl] è una via della Città di Westminster, a Londra. Corre parallela al Mall e si snoda da St. James's Street attraverso Waterloo Place fino all'Haymarket. Il segmento denominato Pall Mall East prosegue invece fino a Trafalgar Square. Costituisce una delle maggiori arterie del quartiere di St. James's e un prolungamento dell'autostrada A4.
Il nome deriva dal gioco della pallamaglio che vi veniva praticato nel XVII secolo.
Pall Mall è nota soprattutto per ospitare vari club per gentiluomini del XIX secolo e dei primi anni del XX. Fra questi si ricordano l'Athenaeum, il Travellers Club, il Reform Club, lo United Services Club (oggi sede dell'Institute of Directors), l'Oxford and Cambridge Club e il Royal Automobile Club. Arthur Conan Doyle ve ne collocò inoltre uno fittizio, il Diogenes Club.

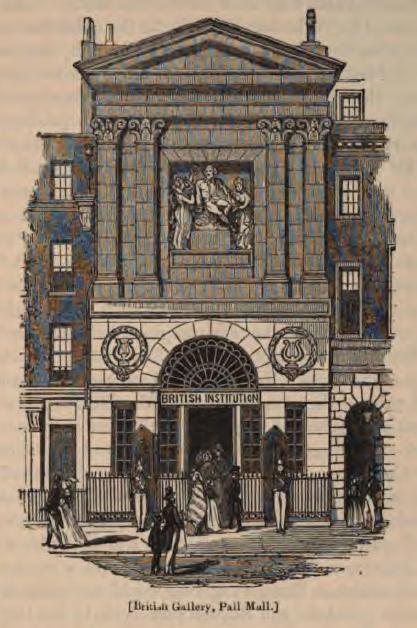
L'edificio della Boydell Shakespeare Gallery di George Dance il Giovane al n. 52 di Pall Mall (costruito nel 1788, demolito nel 1868-1869), così come appariva nel 1851 dopo il suo acquisto da parte della British Institution.

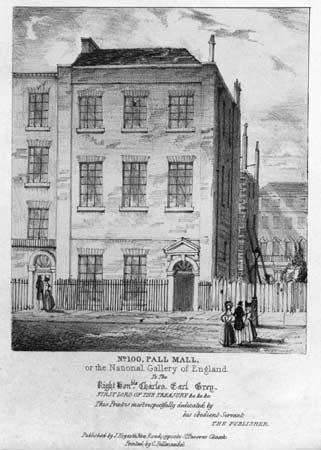
Il n. 100 di Pall Mall, sede della National Gallery fra il 1824 e il 1834.

Un tempo fu anche il centro del mondo delle belle arti: nel 1814 vi avevano sede la Royal Academy, la National Gallery e la casa d'aste Christie's, anche se nessuna vi rimase a lungo.
La proprietà di quasi tutto il lato sud di Pall Mall è appartenuta alla corona britannica per molti secoli, ed è ancora parte del patrimonio della corona (Crown Estate). Il Palazzo di St. James si trova su questo lato all'estremità occidentale. Marlborough House, un tempo residenza reale, è poco più a est, e immette in un giardino appena a sud di Pall Mall. All'estremità orientale era sita la Carlton House del principe reggente, il futuro Giorgio IV.
Pall Mall fu anche la sede del War Office, del quale divenne sinonimo. Il dipartimento governativo aveva sede in un complesso edilizio fondato sull'ex residenza ducale di Cumberland House e disegnato dagli architetti Matthew Brettingham e Robert Adam.
Nella via esistevano almeno due altre residenze ducali di rilievo architettonico, Schomberg House e Buckingham House (da non confondere con quella poi divenuta Buckingham Palace). Quest'ultima era la residenza londinese dei duchi di Buckingham e Chandos, ricostruita per loro da John Soane.
L'ex filiale della Midland Bank di Pall Mall fu invece disegnata da Edwin Lutyens.

## Curiosità

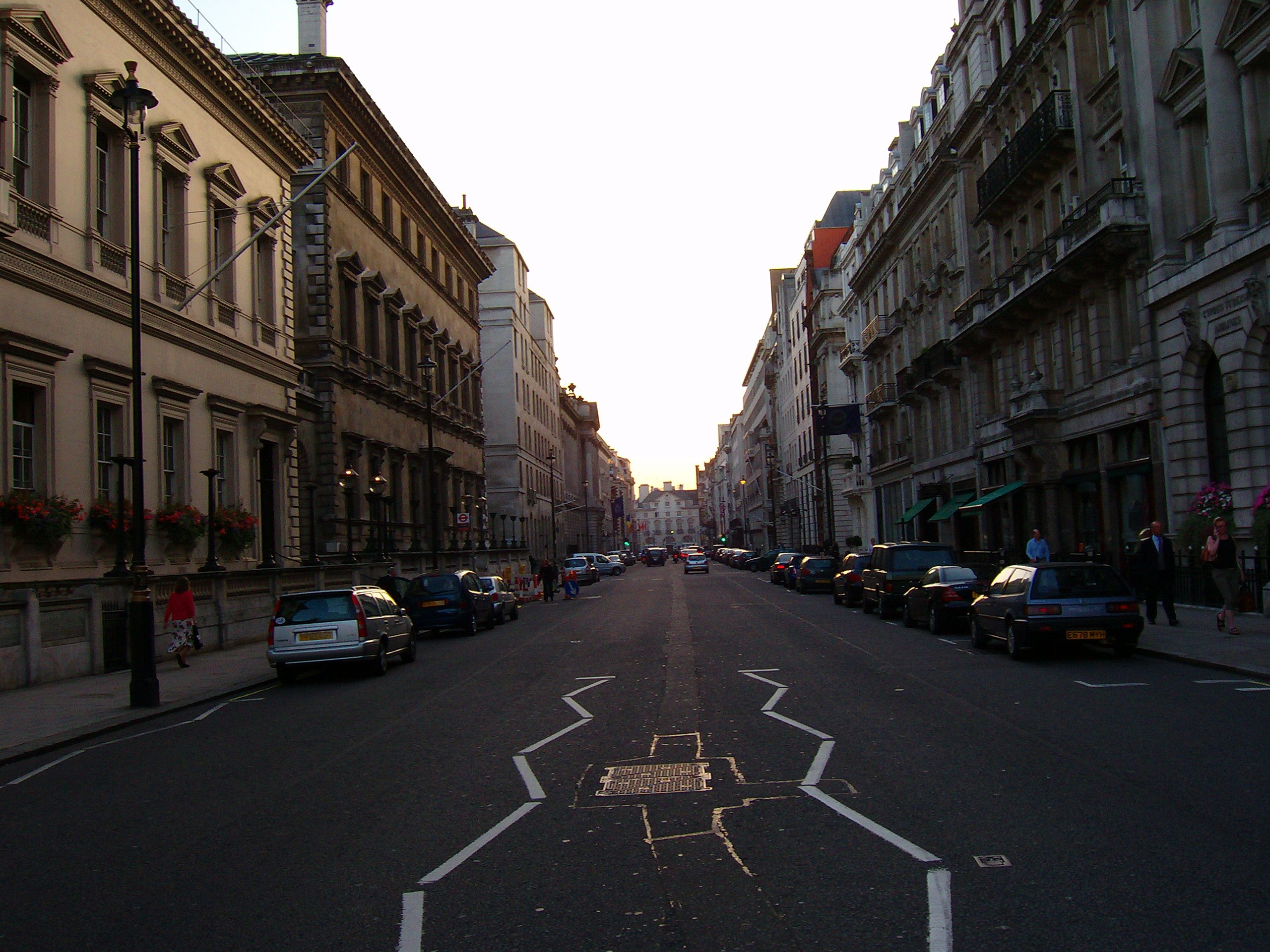
Vista da est su Pall Mall al tramonto, dallo spartitraffico davanti all'Athaenaeum Club.

- Nella versione londinese del Monopoly, Pall Mall appartiene alla serie rosa insieme a Whitehall e a Northumberland Avenue, e vale 140 sterline (stranamente poco per una via di un quartiere esclusivo).
- L'illuminazione stradale a gas fu installata per la prima volta a Pall Mall nel gennaio 1807.

## Numerazione
I numeri civici si susseguono consecutivamente sul lato nord da est a ovest e continuano sul lato sud da ovest a est.

### Lato sud
- St. James's Palace
- No. 67: 67 Pall Mall (Wine Club)
- No. 69-70: HSBC
- No. 71: Oxford and Cambridge Club
- No. 78-79: LEO London Executive Offices
- No. 80-81-82: Schomberg House (attualmente parte di Oxford and Cambridge Club)
- No. 83: Uffici in affitto (by Bluebook)
- No. 89-90-91: Royal Automobile Club
- No. 100: Ambasciata del Kosovo
- Calrton Garden Street
- No. 104: Reform Club
- No. 106: Travellers Club
- No. 107: Athenaeum Club
- Waterloo Place
- No. 116-118: Institute of Directors
- No. 120: Sabadell House (BancoSabadell)
- No. 123: Institude of Directors
- No. 125: Ambasciata del Kazakistan